# Solaris the Last Corridor
Solaris the Last Corridor è il quarto album dei Kirlian Camera, pubblicato nel 1995 dalla Discordia.

## Tracce
1. Enned (Kirlian Camera)
2. The Eternal (Joy Division)
3. Bondarenko: Zentropa 1966 (Kirlian Camera)
4. Krematorium IV (Kirlian Camera)
5. Nocturnal Afternoon (Live)
6. Solaris IV/A (Kirlian Camera)
7. Mede Sankuo (tradizionale)
8. Heaven's Corridor (Dying Culture) (feat. wumpscut:)
9. The Theatre of Dreams (Birkenau 1995)
10. Dogs on the Staircase
11. Für Immer